# Heeresgutsbezirk Truppenübungsplatz Süd Dęba
Heeresgutsbezirk Truppenübungsplatz Süd Dęba (pol. Okręg Wojskowych Dóbr Ziemskich – Poligon Wehrmachtu Dęba-Południe) – dawna jednostka administracyjna (na równi z gminą wiejską) funkcjonująca na obszarze Landkreis Debica (dystrykt krakowski, Generalne Gubernatorstwo) w latach 1940–1944 pod okupacją niemiecką w Polsce. Siedzibą obszaru była Dęba (dawna wieś, obecnie w granicach miasta Nowa Dęba).
Jednostka powstała 1 lipca 1943 dla potrzeb administracji hitlerowskiego poligonu wojskowego w Dębie, także nazywanym Truppenübungsplatz Mielec (poligonem mieleckim).
Heeresgutsbezirk Truppenübungsplatz Süd Dęba powstał z części 11 gmin (w tym 4 zniesionych), obejmując w całości lub częściowo 47 wsi:
- gmina Baranów – wsie Dąbrowica, Durdy i Knapy;
- gmina Chmielów – wsie Alfredówka, Dęba, Jadachy, Rozalin i Tarnowska Wola;
- gmina Cmolas (zniesiona) – wsie Cmolas, Hadykówka, Jagodniki, Ostrowy Baranowskie. Poręby Dymarskie, Trzęsówka i Zarębki;
- gmina Dzikowiec (zniesiona) – wsie Dzikowiec, Kopcie i Mechowiec;
- gmina Grębów – wsie Grębów, Krawce i Stale;
- gmina Kolbuszowa Dolna (zniesiona) – wsie  Kolbuszowa Dolna, Kosowy, Nowa Wieś, Przyłęk, Siedlanka i Świerczów i Toporów;
- gmina Majdan (zniesiona) – wsie Brzostowa Góra, Huta Komorowska, Komorów, Krzątka, Majdan, Rusinów i Wola Rusinowska;
- gmina Mielec – wsie Cyranka, Rzochów i Wojsław;
- gmina Padew – wieś Babule;
- gmina Przecław – wieś Rzemień;
- gmina Reichsheim (Hyki Kolonia) – wsie Chorzelów, Czajkowa, Grochowe, Hyki-Dębiaki, Reichsheim, Trześń i Wola Chorzelowska.

Wszystkie dotychczasowe wsie (lub ich części), które weszły w skład jednostki, zostały formalnie zniesione, a wiele z nich zostało zrównanych z ziemią.
Obejmując kilkaset km²,  była to pod względem powierzchni druga (po gminie Górno a przed SS-Gutsbezirk Truppenübungsplatz Heidelager) jednostka w dystrykcie krakowskim. 1 marca 1943 liczyła 30.451 mieszkańców.
Jednostkę zniesiono latem 1944, kiedy to teren został opuszczony przed zbliżającymi się wojskami radzieckimi.
22 sierpnia 1944, na mocy dekretu PKWN, podział administracyjny Polski został odtworzony według stanu z 1939.
Obecnie na terenie byłego poligonu znajduje się Ośrodek Szkolenia Poligonowego Wojsk Lądowych Nowa Dęba.

## Źródła
- Władysław Góra, Wojna i okupacja na ziemiach polskich 1939-1945, Wydawnictwo Książka i Wiedza, Warszawa 1984, ISBN 83-05-11290-X
- Link do historycznej mapy obszaru (część południowa), stan na 1944
- Link do historycznej mapy obszaru (część północna), stan na 1944